# Januária
Januária – miasto i gmina w Brazylii, w stanie Minas Gerais.